# 分子束外延

分子束外延系统的示意图

分子束外延（英語：Molecular beam epitaxy, MBE）是使单晶材料生长的一种方法，由贝尔实验室的J. R. 亚瑟（J. R. Arthur）和卓以和（Alfred Y. Cho）于1960年代后期发明。

## 方法

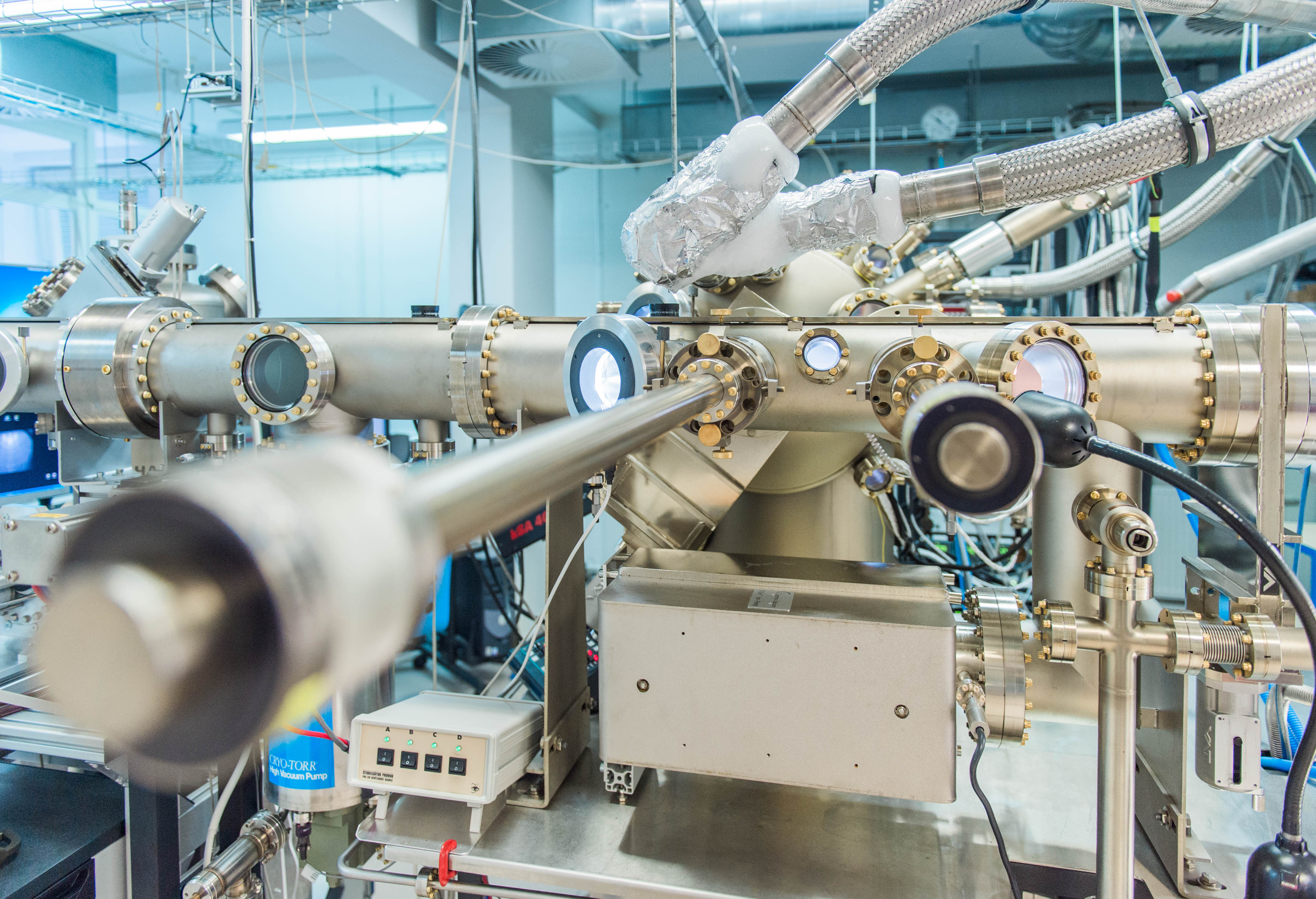
分子数外延设备（来源：布拉格捷克科学院物理研究所）

分子束外延于高真空或超高真空（ultra-high vacuum，10−8帕斯卡）的环境进行。分子束外延最重要的方面是其低沉积率，通常使薄膜以每小时低于3000纳米的速度磊晶生长。如此低的沉积率要求真空程度足够高，以达到其他沉积分子束式同等级别的洁净程度。
在固体源的分子束外延过程中，诸如镓、砷的元素，会以超纯（ultra-pure）的形式在独立的石英克努森容器（Knudsen Cell）中被加热，直到它们开始缓慢升华。然后，这些气态物质在晶圆上凝结，而且它们在那里互相作用。以镓和砷为例，上述作用可以产生单晶砷化镓。术语“（分子）束”的意思是过程中的气体原子并不产生相互作用，也不与真空室物质反应，除非它们接触到晶圆。这是因为这些气体具有较长的平均自由程。
外延过程中，反射式高能电子衍射（縮寫：RHEED）经常被用来检测晶体层次生长的进程。计算机能够控制反应室前方的一个“阀门”，从而实现对每个层次的精确控制，其精确度可以达到单层原子。不同材料层次的精细结构可以通过这种方式产生。此种控制方式可以把电子束缚在一定空间里，产生量子阱（quantum well）和量子点（quantum dot）。上述的“层”对于很多现代的半导体器件十分关键，包括激光二极管和发光二极管。
有的系统需要冷却底层。生长室的超高真空环境必须使用一个低温泵（cryopump）来维持，而液氮或低温氮气可以使内部温度冷却到77开尔文（−196摄氏度）。低温环境可以进一步降低真空中杂质的含量，为沉积薄膜提供更好的条件。在其他系统里，晶体生长的晶圆可能会被安装在一个旋转的圆盘上，这个圆盘可以被加热到几百摄氏度。
分子束外延也曾被用于某些种类有机半导体（organic semiconductors）的沉积过程。在上述的情况中，被气化、然后在晶圆沉积的是材料的有机分子而非原子。其他的分支还包括气态源分子束外延（gas-source MBE），这一方式与化学气相沉积（chemical vapor deposition）类似。
最新的分子束外延技术还在新型电子器件制造、电磁应用、光学应用等领域中，被用于氧化物材料的沉积。为了实现这些目的，分子束外延系统必须进行改进，从而能够与氧源协同作用。

## ATG不稳定性
ATG不稳定性，全称阿萨罗-蒂勒-格林菲尔德不稳定性（Asaro-Tiller-Grinfeld instability），或简称为格林菲尔德不稳定性，是分子束外延过程中经常遇到的一种弹性不稳定状况。假设生长的薄膜和支撑晶体的晶格尺寸错位（mismatch），弹性能量将会在生长的薄膜上积累。当其达到一定的转折量时，薄膜可以通过分裂为几个孤立块的方式，使自由能量的数值降低，这样积累的张力就可以得以释放。上述的“转折量”的数值取决于材料的杨氏模量（Young's modulus）、错位的尺寸以及表面张力。
已经有不少关于ATG不稳定性在应用方面的研究正在进行，例如量子点的自组装（self-assembly）。

## 圖片庫

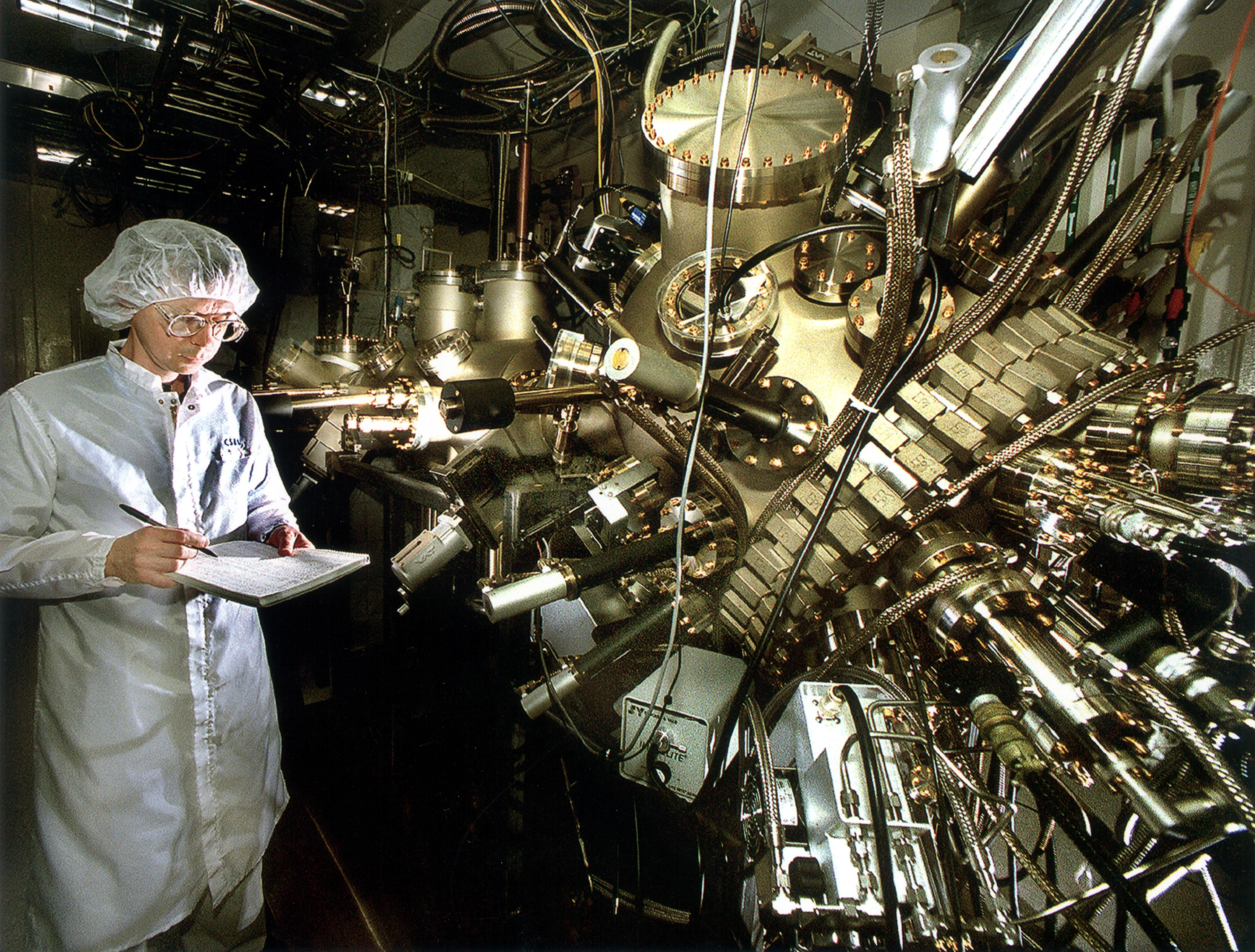
儀器圖
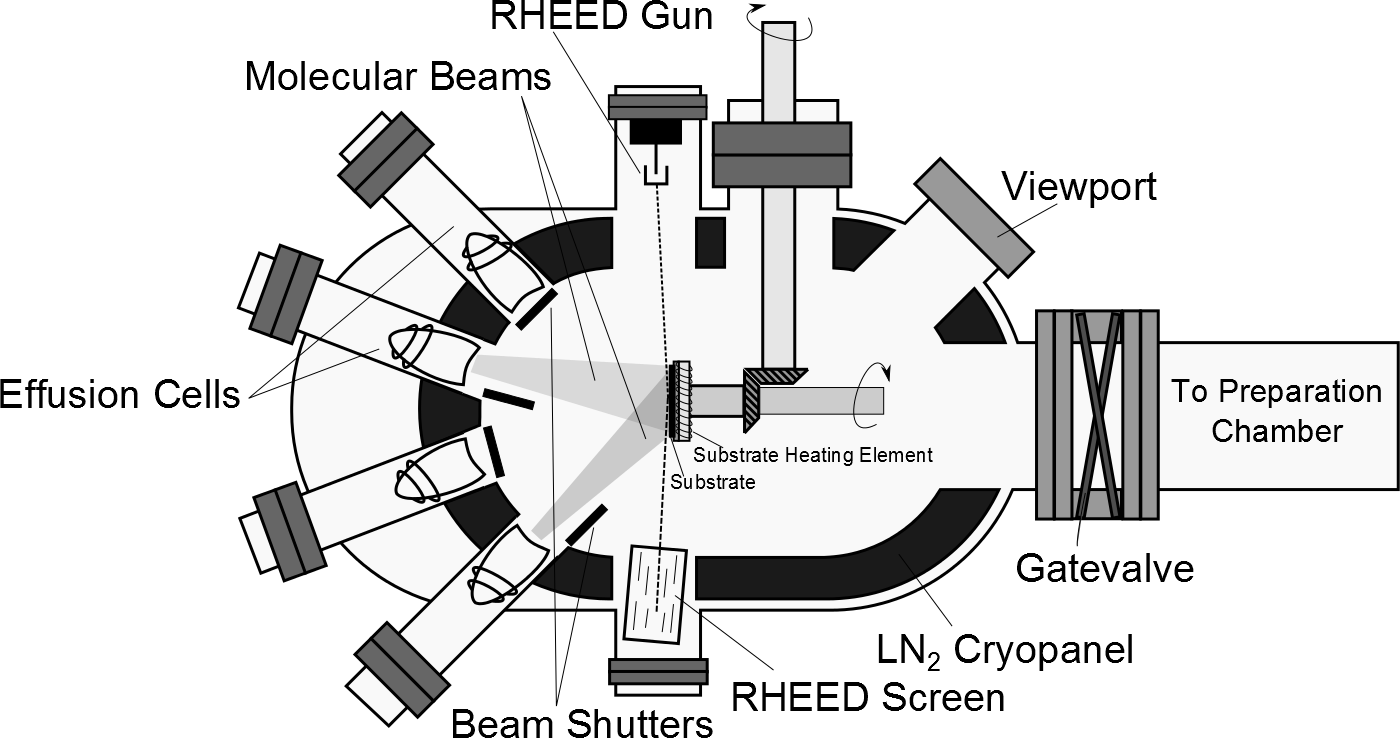
腔內運作示意圖
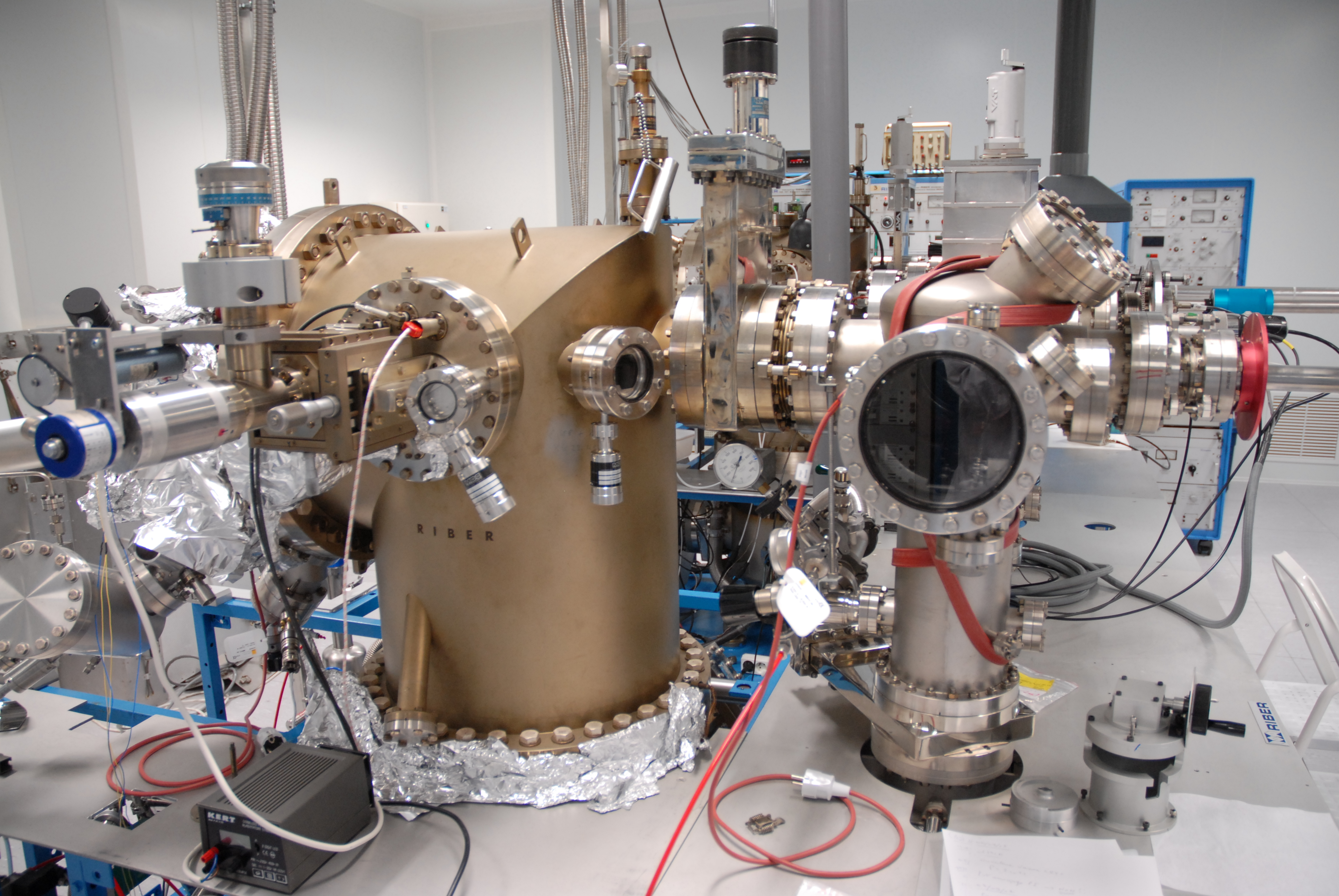
儀器系統圖